# Tympanogaster aldinga
Tympanogaster aldinga är en skalbaggsart som beskrevs av Perkins 2006. Tympanogaster aldinga ingår i släktet Tympanogaster och familjen vattenbrynsbaggar. Inga underarter finns listade i Catalogue of Life.